# 緒方豊和
緒方豊和（おがた とよかず、1967年10月15日 - ）は、日本のボーカリスト、ミュージシャン。熊本県出身。

## 略歴
- 1988年頃、ASH（通称 九州ASH）に加入。1990年、ASHで『三宅裕司のいかすバンド天国』に出演。
- 1996年、MAJESTYでBMGビクターよりメジャーデビュー。
- 1997年、MAJESTY解散。藤崎賢一脱退後のCRAZEへ加入。甘いルックスや曲に合わせた変幻自在な歌声、伸びやかなボーカルで人気を集めた。
- 1999年、志の違いからCRAZEを脱退、シングル3枚アルバム2枚を残す。その後、かつてのASH時代のメンバーを交え、Thumb Up Boysを結成。CRAZE時代とは全く異なるジャンルの音楽でシーンへ復帰した。同バンドは後にtubTRaCKに改名。
- 2006年12月、tubTRaCK活動休止を発表。
- 2007年1月10日、カムバックを誓った上で緒方豊和音楽活動の一時休止を発表。
- 2009年4月から2014年まで音楽番組『J:HEAVEN』（J:COM）の司会を務めた。
- 2012年5月12日目黒鹿鳴館 MEGATON CLUB『DRAGON'S CORE』に出演（MEGATON CLUB初参加）、HR/HMカバーをするライブイベントで、緒方は"緒方豊和チーム"（Vocal 緒方豊和, Guitar 黒田朋幸, Bass HIROKI, Drums 岡本唯史, Keyboard 清水賢治[注釈 2]）として「Slave To The Grind / Skid Row」「Monkey Business / Skid Row」「Enter Sandman / Metallica」「You Give Love a Bad Name / Bon Jovi」の4曲をカバーした。
- 2016年5月15日、目黒ライブステーションにて"緒方豊和evolution"としてライブ出演する[1]。緒方がステージに立つのは4年ぶりのこととなる。

## バンド歴
- ASH
- MAJESTY
- CRAZE
- Thumb Up Boys
- tubTRaCK
- 緒方豊和チーム
- 緒方豊和evolution

## 作品

### ASH
デモテープ
- PHOENIX FROM THE VOLCANO
- GET YOU WILD

アルバム
- REAL BETRAYAL （1994年）

### MAJESTY
シングル
- TREASURE TIME （1996年4月24日 BVDR-1093）
- Maybe Tomorrow （1996年6月21日 BVDR-1107）
- For Freedom （1996年10月23日 BVDR-1123）
- 白夜 （1997年4月23日 BVDR-1159）

アルバム
- rise （1996年8月21日 BVCR-763）

### CRAZE
シングル
- hearts （1998年2月21日 TEDN-297）
- 夢追い人 （1998年7月23日 TEDN-312）
- アイスルココロ （1999年1月21日 TEDN-322）

アルバム
- ZERO （1998年3月21日 TECN-30380）
  - ZERO 紙ジャケット仕様初回限定盤 （2007年8月22日 KICS-1324）
- ware ware, war （1999年2月24日 TECN-30487）
  - ware ware,war 紙ジャケット仕様初回限定盤 （2007年8月22日 KICS-1325）

VHS
- SCREAM FOR ROCK'N ROLL SUVIVOR TOUR 1998 Film.1 （1998年7月23日 TEVN-35031） 未DVD化
- SCREAM FOR ROCK'N ROLL SUVIVOR TOUR 1998 Film.2 （1998年7月23日 TEVN-35032） 未DVD化
- SCREAM FOR ROCK'N ROLL SUVIVOR TOUR 1998 「OUT TAKES」 （1998年7月） プレゼントビデオ・未DVD化

### Thumb Up Boys
アルバム
- ash to ash （2000年4月22日 ZOOO-74） 配信[注釈 3]
- FUEL （2001年7月25日 PD-29） 配信[注釈 3]

### tubTRaCK
アルバム
- Rebirth （2004年1月16日 NSCD-1）
- Tub TRaCK∞ -INFINITE- （2005年6月15日 NSCDS-4）
- TUBTRACK （2006年9月20日 NSCDS-5）

## タイアップ
- MAJESTY 「Wings of my heart」
富野由悠季 原作・脚本・監督オリジナルビデオアニメーション「バイストン・ウェル物語 ガーゼィの翼」主題歌
（MAJESTYシングル「Maybe Tomorrow」にカップリング収録）

## 出演
- 音楽番組「J：HEAVEN」（2009年4月 - 2014年、J:COMチャンネル） MC